# Vergonya negra
La vergonya negra és la manera com algunes persones d'ascendència africana es perceben a si mateixes en les societats en les que són una minoria i se senten oprimits. És el resultat de menyspreament psicològic i la negació "negritud" d'un mateix, i es veu agreujada per la sensació que la gent negra són responsables d'una quantitat desproporcionada de delinqüència al país en el qual la persona hi és. Quan s'escriu com vergonya negra, en el terme es pot referir a la traducció de l'alemany de Schwarze Schande, que és com la propaganda alemanya es referia al desplegament de soldats africans francesos. El terme va ser encunyat durant la Segona Crisi del Marroc del 1911, que va ser més associada amb l'ocupació aliada de Renània (1918-30).